# Paramartyria
Paramartyria (лат.) — род чешуекрылых насекомых из семейства первичных зубатых молей.

## Описание
Усики достигают 3/4—4/5 длины передних крыльев. Губные щупики двухчлениковые; третий членик челюстных щупиков немного длиннее второго. Передние крылья пурпурно-фиолетовые, без рисунков (Paramartyria immaculatella), с золотисто-жёлтой срединной перевязью, не достигающей заднего края крыльев (P. semifasciella), либо перевязью и костальным пятном (P. bimaculatella). R ячейка отсутствует на обоих крыльях. Гениталии самца: вальвы удлинённые (около второй трети винкулума, более или менее прямоугольные. Гениталии самки: Стерниты и тергиты девятого сегмента слиты в единое склеритизированное кольцо.

## Систематика
В составе рода:
- Paramartyria bimaculella Issiki 1931
- Paramartyria chekiangella Kaltenbach & Speidel 1982
- Paramartyria immaculatella Issiki 1931
- Paramartyria maculatella Issiki 1931
- Paramartyria ovalella Issiki 1931
- Paramartyria semifasciella Issiki 1931